# Cabinet Albrecht I
Land de Basse-Saxe
Kubel II Albrecht II
Le cabinet Albrecht I (en allemand : Kabinett Albrecht I) est le gouvernement du Land allemand de la Basse-Saxe entre le 6 février 1976 et le 19 janvier 1977, durant la huitième législature du Landtag.

## Majorité et historique
Dirigé par le nouveau ministre-président chrétien-démocrate Ernst Albrecht, ce gouvernement est constitué par la seule Union chrétienne-démocrate d'Allemagne (CDU). Elle dispose de 77 députés sur 155, soit 49,7 % des sièges au Landtag. Il dispose du soutien informel du Parti libéral-démocrate (FDP), qui dispose de 11 députés.
Il est formé à la suite de la démission du ministre-président social-démocrate Alfred Kubel, au pouvoir depuis juillet 1970, et succède au cabinet Kubel II, constitué et soutenu par une « coalition sociale-libérale » entre le Parti social-démocrate d'Allemagne (SPD) et le FDP. Le 14 janvier 1976, le Landtag est appelé à départager Helmut Kasimier, ministre social-démocrate des Finances, et Albrecht pour la succession de Kubel. Bien qu'il dispose en théorie de 78 voix en sa faveur, Kasimier ne réunit que 75 suffrages, contre 77 pour son adversaire. Au second tour le lendemain, il échoue de nouveau avec 74 voix, soit quatre de moins que son adversaire. Finalement, le 6 février, Ernst Albrecht remporte le scrutin par 79 suffrages contre 75 à Karl Ravens. Il forme aussitôt un gouvernement de quatre ministres, qu'il étoffe par trois remaniements successifs.
Le 19 janvier 1977, la CDU et le FDP concluent un accord et forment une coalition noire-jaune qui permet de constituer le cabinet Albrecht II.

## Composition

### Initiale (6 février 1976)
| Portefeuille                                                                                             | Titulaire | Titulaire            | Parti |
| --- | --------- | -------------------- | ----- |
| Ministre-président Ministre de l'Économie et des Transports Ministre des Finances Ministre de la Justice |           | Ernst Albrecht       | CDU   |
| Vice-ministre-président Ministre des Affaires fédérales Ministre de l'Intérieur                          |           | Wilfried Hasselmann  | CDU   |
| Ministre de l'Alimentation, de l'Agriculture et des Forêts                                               |           | Gerhard Glup         | CDU   |
| Ministre des Affaires sociales                                                                           |           | Hermann Schnipkoweit | CDU   |

### Remaniement du 13 février 1976
- Les nouveaux ministres sont indiqués en gras, ceux ayant changé d'attributions en italique.

| Portefeuille                                                                                             | Titulaire | Titulaire            | Parti |
| --- | --------- | -------------------- | ----- |
| Ministre-président Ministre de l'Économie et des Transports Ministre des Finances Ministre de la Justice |           | Ernst Albrecht       | CDU   |
| Vice-ministre-président Ministre des Affaires fédérales Ministre de l'Intérieur                          |           | Wilfried Hasselmann  | CDU   |
| Ministre de l'Alimentation, de l'Agriculture et des Forêts                                               |           | Gerhard Glup         | CDU   |
| Ministre de l'Éducation Ministre de la Science et de la Culture                                          |           | Werner Remmers       | CDU   |
| Ministre des Affaires sociales                                                                           |           | Hermann Schnipkoweit | CDU   |

### Remaniement du 25 février 1976
- Les nouveaux ministres sont indiqués en gras, ceux ayant changé d'attributions en italique.

| Portefeuille                                                                    | Titulaire | Titulaire            | Parti |
| ------------------------------------------------------------------------------- | --------- | -------------------- | ----- |
| Ministre-président Ministre de la Justice                                       |           | Ernst Albrecht       | CDU   |
| Vice-ministre-président Ministre des Affaires fédérales Ministre de l'Intérieur |           | Wilfried Hasselmann  | CDU   |
| Ministre de l'Économie et des Transports Ministre des Finances                  |           | Walther Leisler Kiep | CDU   |
| Ministre de l'Alimentation, de l'Agriculture et des Forêts                      |           | Gerhard Glup         | CDU   |
| Ministre de l'Éducation Ministre de la Science et de la Culture                 |           | Werner Remmers       | CDU   |
| Ministre des Affaires sociales                                                  |           | Hermann Schnipkoweit | CDU   |

### Remaniement du 12 mai 1976
- Les nouveaux ministres sont indiqués en gras, ceux ayant changé d'attributions en italique.

| Portefeuille                                                    | Titulaire | Titulaire            | Parti |
| --------------------------------------------------------------- | --------- | -------------------- | ----- |
| Ministre-président                                              |           | Ernst Albrecht       | CDU   |
| Vice-ministre-président Ministre des Affaires fédérales         |           | Wilfried Hasselmann  | CDU   |
| Ministre de l'Intérieur                                         |           | Gustav Bosselmann    | CDU   |
| Ministre de l'Économie et des Transports Ministre des Finances  |           | Walther Leisler Kiep | CDU   |
| Ministre de l'Alimentation, de l'Agriculture et des Forêts      |           | Gerhard Glup         | CDU   |
| Ministre de la Justice                                          |           | Hans Puvogel         | CDU   |
| Ministre de l'Éducation Ministre de la Science et de la Culture |           | Werner Remmers       | CDU   |
| Ministre des Affaires sociales                                  |           | Hermann Schnipkoweit | CDU   |